# Центральный канал (Бельгия)
Центральный канал (фр. Canal du Centre, нидерл. Centrumkanaal, нем. Zentrumskanal) — судоходный канал, находящийся в центральной части Бельгии и соединяющий канал Ними-Блатон-Перонн с отходящим от города Сенёф каналом Брюссель — Шарлеруа. На Центральном канале расположены четыре старинных шлюза-судоподъёмника, включённых ЮНЕСКО в 1998 году в список Всемирного наследия.

## История

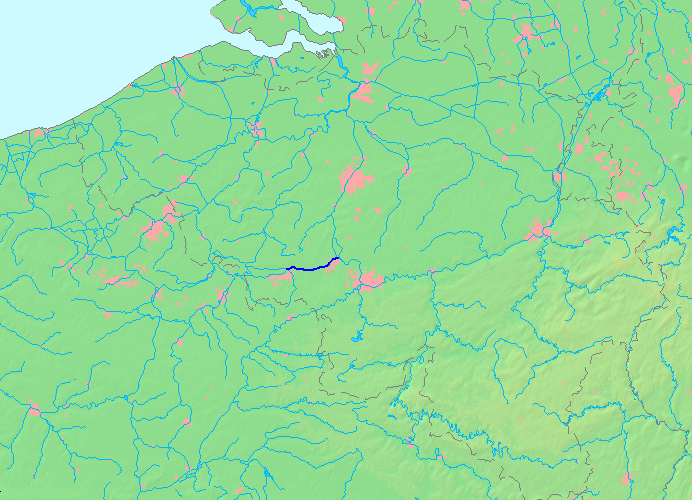
Канал на гидрографической карте Бельгии

Ещё в 1832 году, через два года после обретения Бельгией независимости, было принято решение связать между собой уже ранее проложенные каналы Шарлеруа-Брюссель и Монс-Конде с тем, чтобы осуществлять судоходство между реками Маас и Шельда. Для осуществления этой задачи необходимо было на участке между Тьё и Удан-Гоньи длиной всего около 7 километров преодолеть перепад высот в 66 метров. С этой целью было запланировано сооружение четырёх гидравлических судоподъёмников. Первый из них, близ Удан-Гоньи, наиболее высоко расположенный, был торжественно открыт бельгийским королём Леопольдом II 4 июня 1888 года. Благодаря этому каменноугольные шахты у Ла-Лувьера получили возможность вывозить свою добычу водным путём. Дальнейшее строительство, впрочем, из-за высокой стоимости работ, было заморожено до 1910 года. В 1914 году, с началом Первой мировой войны и оккупацией Бельгии немцами, строительные работы были вновь остановлены. В 1917 немецкое командование, тем не менее, начало использовать канал по всей его длине в военных целях.
В 1957 году бельгийским парламентом было принято постановление, согласно которому на Центральном канале были начаты строительные работы, позволяющие ему принимать так называемые Европа-суда водоизмещением в 1350 тонн. Так как имеющиеся судоподъёмники с этой задачей справиться не могли, в 1976 году было принято решение о прокладке новой линии канала между Сенефом и Тьё с современным судоподъёмником, заменявшим имеющиеся уже 4 старых судоподъёмника и шлюз. Новый проект предусматривал также строительство канального (водяного) моста Сарт близ Ла-Лувьер. Эти работы были начаты в 1982 году. В 1990 году его участок Монс-Тьё был готов и соединён шлюзом ниже старого судоподъёмника № 4 со старым каналом. Как это уже было при прошлом строительстве, сооружение нового затягивалось из-за серьёзных сомнений в его коммерческой доходности. Первый корабль проследовал новым маршрутом 6 ноября 2001 года, однако в связи с тем, что водный мост у Ла-Лувьер ещё не был построен, движение по-прежнему осуществлялось по старому каналу. 17 января 2002 года на старом судоподъёмнике № 1 произошла серьёзная авария, остановившая движение по всему маршруту, вплоть до открытия нового канала, состоявшегося в торжественной обстановке 2 сентября 2002 года.

## Технические данные
В настоящее время судоходная часть канала составляет 18 километров и соединяет бассейны рек Маас и Шельда. Уровень воды в нём поддерживается за счёт прокачки из канала Брюссель-Шарлеруа, от которого Центральный канал ответвляется у Сенефа. Приблизительно через 5 километров от него влево отходит рукав старого канала. Ещё через 4 километра появляется мост Сарт и через 2,5 километра — новый судоподъёмник. Близ Тьё оба канала — старый и новый — проходят параллельно и соединяются между собой шлюзом. Начиная с этого места старый канал уходит в тупик и используется лишь для водных видов спорта и прогулочных целей. Тем не менее 4 старых судоподъёмника находятся по-прежнему в образцовом и работающем состоянии — в первую очередь в целях привлечения многочисленных туристов (особенно после включения этих объектов в список Всемирного наследия ЮНЕСКО в 1998 году).
В 2006 году через Центральный канал проследовали суда общим водоизмещением в 2 295 000 тонн.